# Le Tour du monde du roi Zibeline
Le Tour du monde du roi Zibeline est un roman de Jean-Christophe Rufin paru le 6 avril 2017 aux éditions Gallimard.

## Résumé
Le livre romance la vie de l'explorateur et aventurier Maurice Beniowski, né en Europe centrale, qui sera fait prisonnier au Kamtchatka, puis deviendra tour à tour navigateur et enfin « roi » de Madagascar,,.

## Édition
- Éditions Gallimard, 2017  (ISBN 9782070178643).